# George Kistiakowsky
George Bogdan Kistiakowsky (em russo:  Георгий Богданович Кистяковский; Kiev, 18 de novembro de 1900 — Cambridge, 7 de dezembro de 1982) foi um físico-químico ucraniano-americano, professor de química na Universidade de Harvard. Participou no Projeto Manhattan e mais tarde serviu como conselheiro para a Ciência do presidente dos Estados Unidos Dwight D. Eisenhower.
Nasceu em Kiev, no então Governo de Kiev do Império Russo (hoje seria na Ucrânia). Frequentou escolas privadas, em Kiev e Moscovo, até à Revolução Russa eclodir em 1917. Em seguida, aderiu ao Exército Branco anticomunista, servindo na infantaria, no corpo de tanques. Em 1920 fugiu para o Reino dos Sérvios, Croatas e Eslovenos, e em seguida, para a Alemanha.

## Início de carreira
Em 1925 obteve o seu doutoramento em Físico-química pela Universidade de Berlim. Em 1926, chegou aos Estados Unidos e ensinou na Universidade de Princeton durante dois anos. De seguida, mudou-se para a Universidade de Harvard, através de uma filiação.
Em Harvard, a sua investigação incidia sobre termodinâmica, espectroscopia e cinética química. Tornou-se cada vez mais envolvido na consultoria para o governo e indústria. Após o início da Segunda Guerra Mundial, liderou a Divisão de Explosivos da Comissão de Investigação de Defesa Nacional.

## Projecto Manhattan
Ingressou no Projecto Manhattan em 1944, substituindo Seth Neddermeyer como chefe de departamento da implosão. Sob a sua liderança chegou-se às complexas lentes de explosivos necessárias para comprimir uniformemente a esfera de plutónio e atingir massa crítica.
Para além do trabalho em implosão, contribuiu para que fosse possível esquiar em Los Alamos, usando anéis de explosivos para as árvores caírem abrindo uma pista de esqui.

## Serviço na Casa Branca
Durante a administração Eisenhower serviu como Presidente do Comité Consultivo para a Ciência durante vários anos, tornando-se o Assessor para a Ciência do Presidente em 1959. Após o início da administração Kennedy, ainda foi consultado. Dirigiu o Instituto de Política Científica e Tecnológica de 1959 a 1961, e foi sucedido por Jerome B. Wiesner.